# Осыковатое (Катериновская сельская община)
Осыковатое (укр. Осикувате) — село в Катериновской сельской общине Кропивницкого района Кировоградской области Украины.
Население по переписи 2001 года составляло 194 человека. Почтовый индекс — 27614. Телефонный код — 522. Код КОАТУУ — 3522580604.